# Хмара, Иван Фёдорович
Иван Фёдорович Хмара (укр. Іван Федорович Хмара; 7 июня 1936, Вишняки, Хорольский район, Полтавская область, Украинская ССР, СССР — 21 января 1956, Мирный, Советская зона, Антарктида) — советский полярник, танкист, тракторист, погибший во время первой советской антарктической экспедиции.

## Биография

### Молодые годы
Иван Фёдорович Хмара родился 7 июня 1936 года в селе Вишняки Хорольского района Полтавской области в украинской семье колхозников Фёдора Константиновича и Марии Емельяновны. У Ивана был младший брат Николай.
Детство и юношество провёл в своём родном селе. В 1944—1952 годах учился в Вишняковской семилетней школе. Занимался Иван хорошо, увлёкся географией, в частности Антарктидой. После окончания школы стал работать в колхозе, а потом уехал на учёбу в Каховское профессионально-техническое училище. Принял участие в строительстве Каховской гидроэлектростанции. Окончив училище, он вернулся домой, в село, где устроился работать на Вишняковский спиртовой завод. Заметив, что Хмара разбирается в технике, директор завода отправил его на курсы механиков. Он уехал на лесоразработки в Архангельск, где сдал экзамены на тракториста 3-го класса и начал работать трактористом в Низовском механизированном лесопункте Ровдинского района Архангельской области на своём первом тракторе — «КТ-12». В Архангельске женился на девушке по имени Валентина.
В 1954 году Хмара был призван в Советскую армию, служил танкистом на севере, за полярным кругом — в арктическом Диксоне. Вступил в комсомол.

### Участие в антарктической экспедиции
В 1955 году советские учёные начали готовиться к проведению Международного геофизического года, намеченного на период с 1 июля 1957 года по 31 декабря 1958 года. Несмотря на конкурс в шесть человек на место, Хмара смог попасть в отряд первой советской антарктической экспедиции, отправив домой в Вишняки письмо: «Записался добровольцем в антарктическую экспедицию. Другой возможности может не быть». 30 ноября 1955 года флагманский корабль экспедиции дизель-электроход «Обь» под командованием капитана И. А. Мана с большими почестями отбыл из Калининграда, 16 декабря пересёк экватор, а 5 января 1956 года подошёл к берегу Антарктиды и зашёл в бухту Фарр. 14 января, по итогам нескольких разведывательных полётов и выбора места для строительства будущей станции под названием «Мирный», «Обь» врезалась в лёд в 100 метрах от берега моря Дейвиса у острова Хасуэлла. 20 января туда подошло второе судно — однотипный близнец «Оби» — дизель-электроход «Лена» под командованием капитана А. И. Ветрова, который вышел из Калининграда ещё 14 декабря прошлого года. Оба были загружены большим количеством тракторов, множеством саней, а также несколькими самолётами. В соответствии с международными договорённостями советским военным была выдана гражданская форма одежды.
Тракторы «С-80», которыми была загружена «Обь», были перенесены краном на лёд, а затем стали принимать участие в разгрузке теплоходов и втаскивании грузов на ледник, откуда их забирали вездеходы и перевозили до места расположения станции, где полным ходом шли монтажные работы. Полоса прочного прибрежного припая вокруг «Оби», на котором осуществлялась разгрузка, начала разрушаться по причине подхода «Лены», а также из-за тёплой погоды и передвижений тракторов. Ввиду этого тракторы уже не подходили близко к борту судна — один трактор отдельно подтягивал сани, а затем оттаскивал в более надёжное место, откуда их до берега довозил другой трактор — всё происходило при соблюдении соответствующих мер безопасности и предосторожности, и к тому же ночью, когда припай становился более прочным ввиду более низкой температуры. Для многих полярников такие условия работы были в новинку. Хмара входил в состав монтажно-строительного отряда, который был приписан к экспедиции для строительства жилых и служебных помещений, а также монтажа радио- и электростанций. Товарищами он описывался как замечательный, энергичный, смелый и весёлый человек, виртуозный водитель и надёжный механик, всегда готовый прийти на помощь товарищу.

### Гибель
Спустя две недели пребывания в Антарктиде, 21 января 1956 года Хмара вместе с другими трактористами как обычно принимал участие в разгрузке «Оби» и «Лены». Было 22 часа 40 минут ночи, шёл шестой день работы. Один из тракторов, подав прицепленные сани к борту корабля, случайно заехал в ограждённую зону и проломив гусеницей лёд, накренился кормовой частью вперёд, забуксовал и застрял в таком положении с заглохшим мотором. Тракторист Кудряшов, выпрыгнув из кабины и подошёл к саням. Хмара, водитель стоявшей в стороне другой машины, бросился к застрявшему трактору. Желая вытолкнуть трактор быстрым рывком, он вскочил в кабину, завёл мотор и включил гусеницы, намереваясь отъехать обратно к кораблю. Хмара по неосторожности захлопнул за собой дверцу трактора. Гусеница провернулась, прорезала тонкий лёд и расширила пролом. Трактор провалился в образовавшуюся прорубь и исчез подо льдом. Хмара погиб, утонув вместе с трактором. Трактор даже не удержал спускавшийся со стрелы корабля трос, который под тяжестью машины оторвался от скобы, крепившей его к саням. Глубина в этом месте составляла около 72 метров. По причине стремительности событий спасти Хмару или оказать ему какую-либо помощь было невозможно. Попытки зацепить и вытащить трактор также оказались безуспешны. После этого все тракторы работали в Антарктике только со срезанными кабинами. Тело Хмары так и не удалось найти. Он стал первым советским полярником, погибшим во время первой советской антарктической экспедиции на первой советской полярной станции в Антарктиде. Хмаре было только 19 лет. В тот день он получил телеграмму с известием о рождении сына, которого вдова назвала Владимиром. Очевидцем смерти стал один из руководителей экспедиции А. М. Гусев. Гибель Хмары была случайно заснята кинооператором А. С. Кочетковым, у которого несмотря на произошедшую трагедию не дрогнула рука, и его немые кадры затем были показаны в киножурналах по всей стране. Так, в частности, рассказу о подвиге Хмары был посвящён эпизод документального фильма «Огни Мирного» (1957 год).

## Память
13 февраля 1956 года была открыта первая советская антарктическая научная станция «Мирный». Именем Хмары были названы остров и бухта в Антарктиде (бухта Хмары, Земля Эндерби, 67°21′ ю.ш., 48°55′ в.д., бухта открыта и нанесена на карту в 1956 году, название присвоено не позже 1959 года), а в честь последнего места — найденный там минерал.
Полынья, в которую провалился Хмара, была отмечена выложенным на льду стальным тросом. Спустя год после его смерти, на скалистом мысу, названном именем Хмары, с видом на припай и берег, у которых он погиб, был установлен двухметровый гранитный камень-обелиск, увенчанный золотой пятиконечной звездой и с бронзовой доской, на которой была выбита скромная надпись: «Ивану Хмаре. 1936—1956». Позднее камень был перенесён на кладбище на острове Буромского и занесён в список памятников охраняемых зон Антарктики.
В 1969 году во дворе Вишняковской школы был торжественно открыт памятник-обелиск с бюстом Хмары, который в 1975 году был перенесён к новому школьному зданию. В селе его именем названа улица. Портрет Хмары размещён в историческом коридоре украинской антарктической станции «Академик Вернадский».

## Комментарии
1. ↑  Другие источники:[1][2][4][19][21][24].